# Alessandro Ramagli
Alessandro Ramagli (Livorno, 1º aprile 1964) è un allenatore di pallacanestro italiano.

## Carriera
Alessandro Ramagli ha intrapreso la sua carriera nel mondo della pallacanestro negli anni Ottanta, ricoprendo il ruolo di vice allenatore al fianco di Claudio Bianchi presso la Libertas Livorno. Con il gruppo di atleti nati nel 1973, sempre come assistente tecnico, ha raggiunto più volte le finali nazionali, conquistando il titolo di Campione d’Italia nel 1987 (categoria "Ragazzi") e nel 1988 (categoria "Allievi"). Parallelamente, in quegli anni si è dedicato anche alla promozione del basket nelle scuole elementari della città di Livorno.
I primi risultati di rilievo a livello professionale giungono negli anni Novanta, quando entra nello staff tecnico della Don Bosco Livorno come assistant coach. Nel dicembre 1999 assume l’incarico di capo allenatore del Basket Livorno, subentrando a Stefano Michelini. Nonostante le difficoltà legate alla cessione di Samuele Podestà, al ritiro di Micheal Ray Richardson e all’infortunio di Myron Brown, guida la squadra dalla zona retrocessione fino a un passo dalla finale promozione per la Serie A1. In seguito, a causa di instabilità societarie, non viene confermato alla guida tecnica.
Nel 2000 approda alla Pallacanestro Biella in qualità di vice allenatore di Marco Crespi, con il quale ottiene la storica promozione in Serie A1. L’anno successivo assume la guida tecnica della prima squadra, incarico che ricopre fino al 2006, raggiungendo i playoff in due stagioni consecutive.
Nel gennaio 2007 viene nominato capo allenatore della Scavolini Pesaro, conducendo anche questa formazione alla promozione in massima serie.
Nel giugno dello stesso anno firma con la Benetton Treviso, ma dopo un inizio di stagione difficile — con otto sconfitte in dieci partite — rassegna le dimissioni. A partire da gennaio 2009 è alla guida della Trenkwalder Reggio Emilia in LegaDue, subentrando a Franco Marcelletti. Nel novembre 2010 viene chiamato a sostituire Andrea Capobianco sulla panchina del Teramo Basket in Serie A, ruolo che mantiene fino alla cessazione dell’attività della società nell’estate del 2012.
Dal 2012 al 2015 ricopre il ruolo di head coach della Scaligera Verona in Serie A2, con cui vince la Coppa Italia di categoria.
Nel luglio 2015 sigla un accordo triennale con la Mens Sana Siena. Durante la prima stagione conduce la squadra al quinto posto in regular season e agli ottavi di finale dei playoff, dove viene eliminata da Imola, formazione in cui militava Michele Maggioli.
Per la stagione 2016-2017 sceglie di lasciare Siena e di accettare la proposta della Virtus Bologna, con cui vince sia il campionato che la Coppa Italia di Serie A2, riportando la storica società felsinea nel massimo campionato. Confermato alla guida della Virtus anche nella stagione 2017-2018, ottiene la qualificazione alle Final Eight di Coppa Italia e conclude il campionato con un nono posto in classifica.
Nel giugno 2018 firma un contratto biennale con il Pistoia Basket, ma la collaborazione si interrompe nel corso della stagione.
Nel maggio 2019 assume la guida tecnica dell’Amici Pallacanestro Udinese, in Serie A2, concludendo la stagione con un bilancio di 15 vittorie e 10 sconfitte. Nel febbraio 2021 torna alla Scaligera Verona e, con un record di 17 successi e 6 sconfitte, conduce la squadra alla semifinale playoff contro la Reale Mutua Torino. Nella stagione seguente completa l’impresa: dopo vent’anni di assenza, Verona fa ritorno in Serie A1 grazie alla vittoria per 3-1 nella finale playoff contro l’APU Udine.
Ad Alessandro Ramagli è riconosciuta la dote di "formatore" di campioni, tra i quali, scoperti dal tecnico livornese, basti citare: Matteo Soragna, Mike Batiste, Jamel Thomas, Marco Carraretto, Fabio Di Bella, Luca Garri, Andrea Michelori, Mario Austin, Guilherme Giovannoni, Thabo Sefolosha, Achille Polonara, Alessandro Pajola, Nicolò Melli, Sasha Grant, Davide Casarin, Liam Udom.
Il legame della famiglia Ramagli con il mondo della pallacanestro prosegue anche con i suoi figli: Alberto Ramagli è attualmente allenatore presso l’U.S. Livorno, mentre Alessio Ramagli ricopre il ruolo di dirigente all’interno della Libertas Livorno 1947.

## Nazionale
Dal 2008 è capo allenatore dell'Italia under 18, con la quale ha disputato i Campionati Europei di categoria in Grecia, conquistando l'11º posto.
Allenatore anche della nazionale sperimentale.

## Palmarès
- Campione d'Italia Dilettanti:4
- Promozioni dalla Serie A2 alla Serie A1: 4
  - Angelico Biella 2000-01
  - Scavolini Pesaro 2006-07
  - Virtus Bologna 2016-17
  - Scaligera Verona 2021-2022
- Coppa Italia LNP: 2

Tezenis Verona: 2015
Virtus Bologna: 2017

### Individuale
Miglior allenatore della Serie A: 2
Scaligera Verona: 2015
Scaligera Verona: 2022

## Giovanili
- Campionato Italiano Ragazzi Libertas Livorno 1987

- Campionato Italiano Allievi Libertas Livorno 1988

- Campionato Italiano juniores Don Bosco Basket Livorno 1994
- Campionato Italiano juniores  Don Bosco Basket Livorno 1995
- Campionato Italiano juniores Don Bosco Basket Livorno 1996